# پاپه شیخ دیوپ
پاپه شیخ دیوپ (اسپانیایی: Pape Cheikh Diop‎؛ زادهٔ ۸ اوت ۱۹۹۷) بازیکن فوتبال اهل اسپانیا است که در پست هافبک برای باشگاه فوتبال المپیک لیون بازی می‌کند.
از باشگاه‌هایی که در آن بازی کرده‌است می‌توان به باشگاه فوتبال سلتاویگو اشاره کرد.
وی همچنین در تیم‌های ملی فوتبال زیر ۱۸ سال، زیر ۱۹ سال، و زیر ۲۱ سال اسپانیا بازی کرده‌است.